# Головчицька сільська рада (Дорогичинський район)
Головчицька сільська́ ра́да (біл. Галоўчыцкі сельсавет) — колишня адміністративно-територіальна одиниця у складі Дорогичинського району Берестейської області Білорусі. Адміністративним центром було село Головчиці.

## Історія
17 вересня 2013 року сільська рада ліквідована, її територія та населені пункти увійшли до складу Закозельської (села Головчиці, Дятловичі, Корсунь, Пигановичі, Толкове) та Антопільської (села Галик, Новосілки, Осиповичі, Хомичиці, Ямник) сільських рад.

## Склад
Населені пункти, що підпорядковувалися сільській раді станом на 2009 рік:
| Населений пункт | Тип  | Населення, осіб (2009) |
| --------------- | ---- | ---------------------- |
| Галик           | село | 6                      |
| Головчиці       | село | 398                    |
| Дятловичі       | село | 86                     |
| Корсунь         | село | 264                    |
| Новосілки       | село | 99                     |
| Осиповичі       | село | 363                    |
| Пигановичі      | село | 160                    |
| Толкове         | село | 123                    |
| Хомичиці        | село | 43                     |
| Ямник           | село | 7                      |

## Населення
За переписом населення Білорусі 2009 року чисельність населення сільської ради становила 1549 осіб.

### Національність
Розподіл населення за рідною національністю за даними перепису 2009 року:
| Національність | Осіб | Відсоток |
| -------------- | ---- | -------- |
| білоруси       | 1370 | 88,44 %  |
| українці       | 105  | 6,78 %   |
| цигани         | 44   | 2,84 %   |
| росіяни        | 24   | 1,55 %   |
| молдовани      | 2    | 0,13 %   |
| поляки         | 1    | 0,06 %   |
| литовці        | 1    | 0,06 %   |
| німці          | 1    | 0,06 %   |
| естонці        | 1    | 0,06 %   |
| Разом          | 1549 | 100 %    |